# Linea Yosan

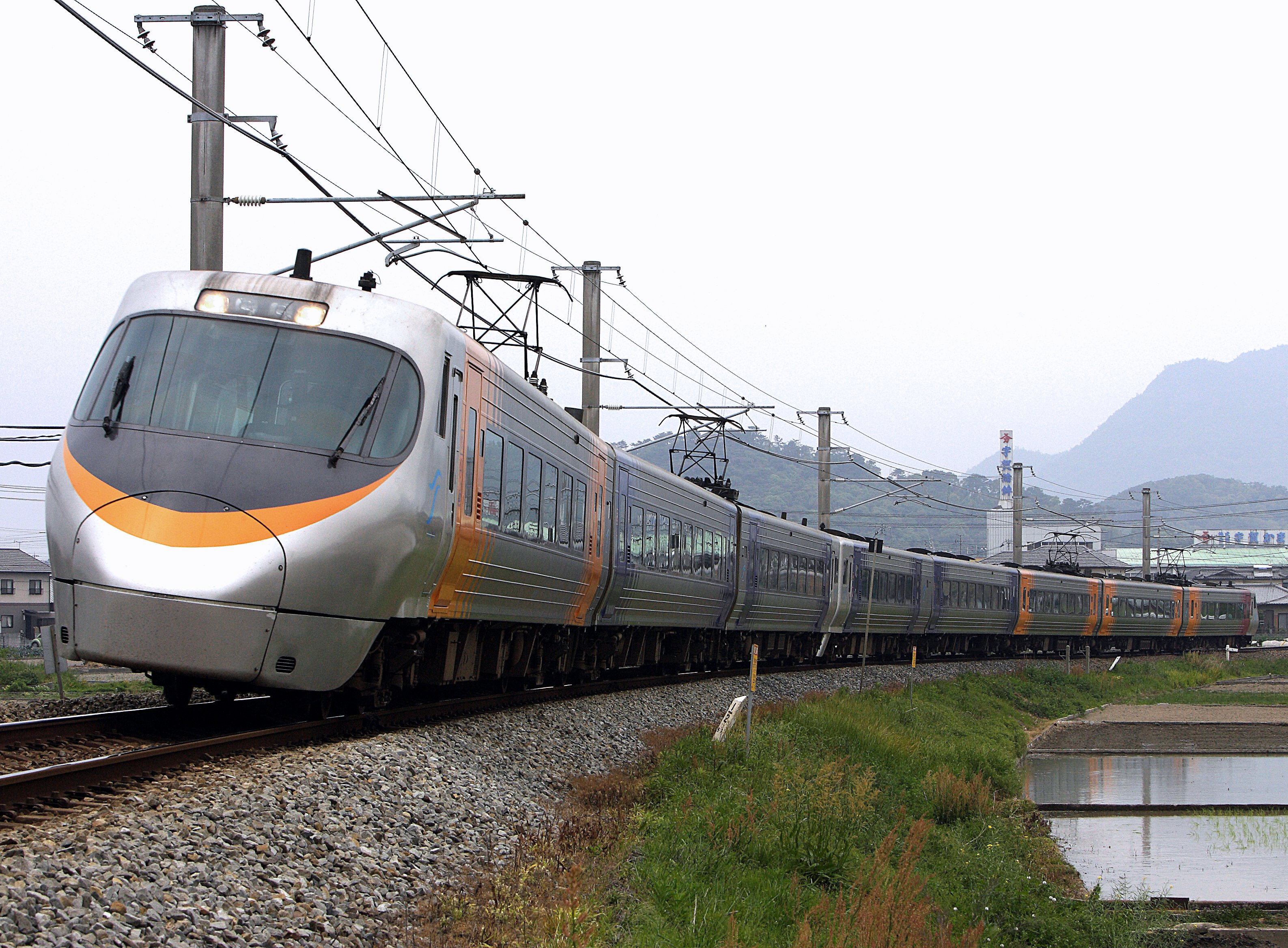
Il treno espresso limitato Shiokaze della serie 8000 lungo la linea

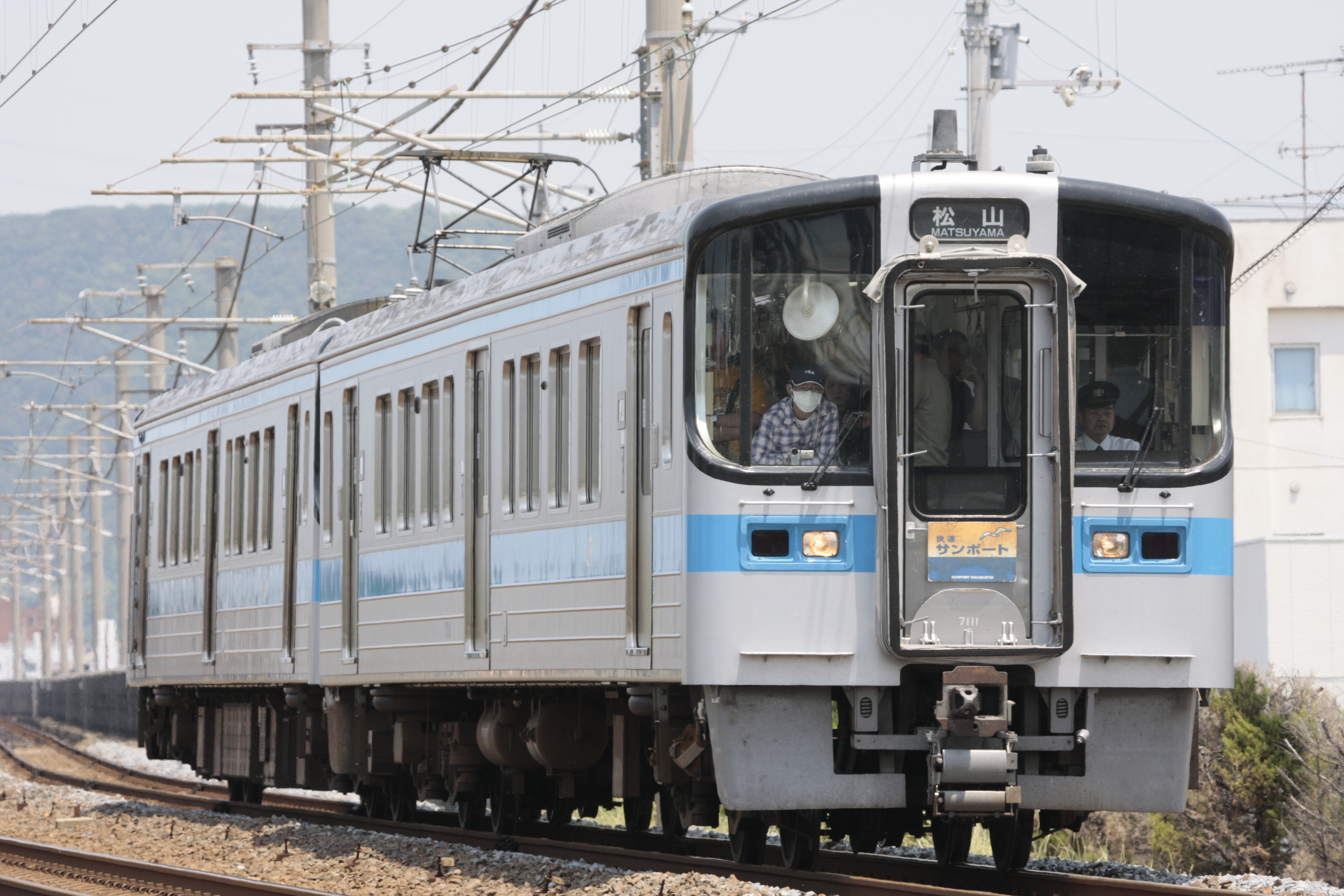
Il treno rapido Sunport

La linea Yosan (予讃線?, Yosan-sen) è una delle principali ferrovie dell'isola dello Shikoku, in Giappone, ed è gestita dalla JR Shikoku. La ferrovia si trova lungo la costa del mare interno di Seto e unisce la prefettura di Kagawa con la prefettura di Ehime, e in particolare i rispettivi capoluoghi, Takamatsu e Matsuyama, continuando poi fino a Uwajima. Il nome della linea deriva da Iyo (伊予?) e Sanuki (讃岐?), rispettivamente i vecchi nomi di Ehime e Kagawa.
La ferrovia si separa in due rami fra le stazioni di Mukaibara e Iyo-Ōzu; la linea principale segue la costa attraverso Iyo-Nagahama, mentre la diramazione penetra nelle montagne via Uchiko, da cui deriva il nome di linea Uchiko. Questa nuova linea fu realizzata come variante per permettere ai treni Espressi Limitati di percorrere il tratto in modo più rapido.
Assieme alla linea Dosan, la ferrovia Yosan si connetteva presso la stazione di Takamatsu con il traghetto Ukō, collegamento interrotto dal 9 aprile 1988 con l'apertura del grande ponte di Seto che ha portato la linea Honshi-Bisan che ha permesso di unire per la prima volta lo Shikoku con l'isola dello Honshū.

## Dati principali
- Operatori e distanze:
  - Shikoku Railway Company (JR Shikoku) (servizi e binari)
    - Takamatsu — Uwajima: 297,6 km
    - Mukaibara — Uchiko: 23,5 km
    - Niiya — Iyo-Ōzu: 5,9 km

  - Japan Freight Railway Company (JR Freight) (servizi merci)
    - Takamatsu – Iyo-Yokota: 203,0 km
- Sezione a doppio binario: Takamatsu – Tadotsu
- Segnalamento ferroviario: Controllo centralizzato del traffico (CTC)
- Massime velocità consentite:
  - Takamatsu – Matsuyama: 130 km/h
  - Matsuyama – Uchiko, Iyo-Iwaki – Unomachi: 120 km/h
  - Altre sezioni: 110 km/h

## Storia
La prima sezione della linea fu costruita tra Tadotsu e Marugame dalla compagnia ferroviaria Sanuki ed entrò in servizio nel 1889. La sezione Marugame - Takamatsu fu aperta nel 1897. La linea fu acquisita dalla compagnia ferroviaria Sanyo nel 1904, prima di essere nazionalizzata nel 1906.
La linea è stata estesa a ovest di Tadotsu in più fasi dal 1913 per raggiungere Matsuyama nel 1927. Più a ovest, una linea privata con scartamento di 762 mm è stata aperta tra Iyo Nagahama e Iyo Ozu, poi privatizzata nel 1933. La linea da Matsuyama è stata estesa in più fasi a Iyo Nagahama tra il 1927 e il 1935 e la vecchia linea privata fu convertita in uno scartamento di 1067 mm nel 1935. La linea arrivò a Uwajima nel 1945.
Il 1 agosto 1933, l'intera linea è stata ribattezzata Yosan Main Line. Nel 1987, con la privatizzazione delle Ferrovie Nazionali Giapponesi, la linea fu semplicemente chiamata Yosan line.
Dopo il forte terremoto del Tohoku del 2011, JR Shikoku, JR East e JR Freight hanno annunciato che il famoso treno Anpanman Torokko di JR Shikoku farà il giro delle aree devastate dal terremoto e dallo tsunami.
La stazione Minami-Iyo è stata aperta il 14 marzo 2020.

## Servizi
Essendo la linea principale più importante dello Shikoku, sono presenti diversi servizi di espresso limitato. Questi includono:
- Ishizuchi (いしづち?)
- Midnight Express Takamatsu (ミッドナイトEXP高松?)
- Shiokaze (しおかぜ?)
- Uwakai (宇和海?)
- Shimanto (しまんと?)
- Nanpū (南風?)
- Uzushio (うずしお?)
- Sunrise Seto (サンライズ瀬戸?)
- Midnight Express Matsuyama (ミッドナイトEXP松山?)

Sono inoltre presenti due servizi rapidi. Il Sunport Nanpū Relay-Gō collega Takamatsu con Iyo-Saijō. Il Marine Liner unisce Takamatsu a Okayama lungo la linea Seto-Ōhashi.
I treni locali di solito servono una delle quattro sezioni della linea, di solito divise a Kan'onji, Iyo-Saijō e Matsuyama.

## Stazioni
- I treni locali fermano in tutte le stazioni.
- Per informazioni sui servizi dei treni espressi limitati Shiokaze, Ishizuchi, Uwakai e altri, vedere i rispettivi articoli.

Legenda
"●": fermano tutti i treni; "▲": fermano alcuni treni; "｜": il treno passa
Informazioni sul binario singolo/doppio:
"∥": sezione a doppio binario; "◇": sezione a binario singolo con possibilità di incrocio; "｜": binario singolo senza possibilità di incrocio; "v" & "^": transizione da/a binario doppio

### Takamatsu – Iyo-Saijō
- Sunport: compreso il servizio rapido Sunport Nanpū Relay-Gō; il treno non rapido Nanpū Relay-Gō ferma a tutte le stazioni.

| Y00              | Takamatsu                           | 高松               | -   | 0.0   | ●  | ●                                          | ■ Linea Kōtoku (T28) Linea Kotoden Kotohira (Takamatsu-Chikkō)                       | ∥  | Takamatsu         | Kagawa |
| Y01              | Kōzai                               | 香西               | 3.4 | 3.4   | ｜ | ｜                                         |                                                                                      | ∥  | Takamatsu         | Kagawa |
|                  | Scalo merci di Takamatsu            | 高松貨物ターミナル | 1.3 | 4.7   | ｜ | ｜                                         |                                                                                      | ∥  | Takamatsu         | Kagawa |
| Y02              | Kinashi                             | 鬼無               | 1.4 | 6.1   | ▲  | ▲                                          |                                                                                      | ∥  | Takamatsu         | Kagawa |
| Y03              | HashiokaHashioka                    | 端岡               | 3.4 | 9.5   | ●  | ▲                                          |                                                                                      | ∥  | Takamatsu         | Kagawa |
| Y04              | Kokubu                              | 国分               | 2.4 | 11.9  | ▲  | ▲                                          |                                                                                      | ∥  | Takamatsu         | Kagawa |
| Y05              | Sanuki-Fuchū                        | 讃岐府中           | 2.3 | 14.2  | ｜ | ｜                                         |                                                                                      | ∥  | Sakaide           | Kagawa |
| Y06              | Kamogawa                            | 鴨川               | 2.4 | 16.6  | ▲  | ▲                                          |                                                                                      | ∥  | Sakaide           | Kagawa |
| Y07              | Yasoba                              | 八十場             | 2.0 | 18.6  | ｜ | ｜                                         |                                                                                      | ∥  | Sakaide           | Kagawa |
| Y08              | Sakaide                             | 坂出               | 2.7 | 21.3  | ●  | ●                                          | Linea Honshi-Bisan (linea Seto-Ōhashi: servizio diretto del Marine Liner)            | ∥  | Sakaide           | Kagawa |
| Y09              | Utazu                               | 宇多津             | 4.6 | 25.9  | ●  | Servizio diretto sulla linea Honshi- Bisan | Linea Honshi-Bisan (linea Seto-Ōhashi: alcuni treni diretti per Tadotsu o Takamatsu) | ∥  | Utazu, Ayauta     | Kagawa |
| Y10              | Marugame                            | 丸亀               | 2.6 | 28.5  | ●  | Servizio diretto sulla linea Honshi- Bisan |                                                                                      | ∥  | Marugame          | Kagawa |
| Y11              | Sanuki-Shioya                       | 讃岐塩屋           | 1.5 | 30.0  | ●  | Servizio diretto sulla linea Honshi- Bisan |                                                                                      | ∥  | Marugame          | Kagawa |
| Y12              | Tadotsu                             | 多度津             | 2.7 | 32.7  | ●  | Servizio diretto sulla linea Honshi- Bisan | ■ Linea Dosan (D12) (alcuni treni diretti per Utazu)                                 | ∨  | Tadotsu, Nakatado | Kagawa |
| Y13              | Kaiganji                            | 海岸寺             | 3.8 | 36.5  | ●  | Servizio diretto sulla linea Honshi- Bisan |                                                                                      | ◇  | Tadotsu, Nakatado | Kagawa |
|                  | Tsushimanomiya (Stazione periodica) | 津島ノ宮           | 3.3 | 39.8  | ●  | Servizio diretto sulla linea Honshi- Bisan |                                                                                      | ｜ | Mitoyo            | Kagawa |
| Y14              | Takuma                              | 詫間               | 2.2 | 42.0  | ●  | Servizio diretto sulla linea Honshi- Bisan |                                                                                      | ◇  | Mitoyo            | Kagawa |
| Y15              | Mino                                | みの               | 2.5 | 44.5  | ●  |                                            |                                                                                      | ｜ | Mitoyo            | Kagawa |
| Y16              | Takase                              | 高瀬               | 2.5 | 47.0  | ●  |                                            |                                                                                      | ◇  | Mitoyo            | Kagawa |
| Y17              | Hijidai                             | 比地大             | 3.0 | 50.0  | ●  |                                            |                                                                                      | ｜ | Mitoyo            | Kagawa |
| Y18              | Motoyama                            | 本山               | 2.4 | 52.4  | ●  |                                            |                                                                                      | ◇  | Mitoyo            | Kagawa |
| Y19              | Kan'onji                            | 観音寺             | 4.1 | 56.5  | ●  |                                            |                                                                                      | ◇  | Kan'onji          | Kagawa |
| Y20              | Toyohama                            | 豊浜               | 5.5 | 62.0  | ●  |                                            |                                                                                      | ◇  | Kan'onji          | Kagawa |
| Y21              | Minoura                             | 箕浦               | 4.4 | 66.4  | ●  |                                            |                                                                                      | ◇  | Kan'onji          | Kagawa |
| Y22              | Kawanoe                             | 川之江             | 5.8 | 72.2  | ●  |                                            |                                                                                      | ◇  | Shikokuchūō       | Ehime  |
| Y23              | Iyo-Mishima                         | 伊予三島           | 5.4 | 77.6  | ●  |                                            |                                                                                      | ◇  | Shikokuchūō       | Ehime  |
| Y24              | Iyo-Sangawa                         | 伊予寒川           | 4.1 | 81.7  | ●  |                                            |                                                                                      | ◇  | Shikokuchūō       | Ehime  |
| Y25              | Akaboshi                            | 赤星               | 4.2 | 85.9  | ●  |                                            |                                                                                      | ｜ | Shikokuchūō       | Ehime  |
| Y26              | Iyo-Doi                             | 伊予土居           | 2.7 | 88.6  | ●  |                                            |                                                                                      | ◇  | Shikokuchūō       | Ehime  |
| Y27              | Sekigawa                            | 関川               | 3.6 | 92.2  | ●  |                                            |                                                                                      | ◇  | Shikokuchūō       | Ehime  |
| Y28              | Takihama                            | 多喜浜             | 7.2 | 99.4  | ●  |                                            |                                                                                      | ◇  | Niihama           | Ehime  |
| Y29              | Niihama                             | 新居浜             | 3.7 | 103.1 | ●  |                                            |                                                                                      | ◇  | Niihama           | Ehime  |
| Y30              | Nakahagi                            | 中萩               | 4.8 | 107.9 | ●  |                                            |                                                                                      | ◇  | Niihama           | Ehime  |
| Y31              | Iyo-Saijō                           | 伊予西条           | 6.4 | 114.3 | ●  |                                            |                                                                                      | ◇  | Saijō             | Ehime  |
| (continua sotto) |                                     |                    |     |       |    |                                            |                                                                                      |    |                   |        |

### Iyo-Saijō – Iyo-Nagahama – Uwajima
- Tutte le stazioni si trovano nella prefettura di Ehime.

| Num.                | Stazione                  | Giapponese     | Distanza   | Distanza     | Collegamenti                                           |    | Posizione   | Posizione |
| Num.                | Stazione                  | Giapponese     | Interstaz. | Da Takamatsu | Collegamenti                                           |    | Posizione   | Posizione |
| ------------------- | ------------------------- | -------------- | ---------- | ------------ | ------------------------------------------------------ | -- | ----------- | --------- |
| (continua da sopra) |                           |                |            |              |                                                        |    |             |           |
| Y31                 | Iyo-Saijō                 | 伊予西条       | -          | 114.3        |                                                        | ◇  | Saijō       |           |
| Y32                 | Ishizuchiyama             | 石鎚山         | 3.5        | 117.8        |                                                        | ◇  | Saijō       |           |
| Y33                 | Iyo-Himi                  | 伊予氷見       | 2.5        | 120.3        |                                                        | ｜ | Saijō       |           |
| Y34                 | Iyo-Komatsu               | 伊予小松       | 1.3        | 121.6        |                                                        | ◇  | Saijō       |           |
| Y35                 | Tamanoe                   | 玉之江         | 2.9        | 124.5        |                                                        | ｜ | Saijō       |           |
| Y36                 | Nyūgawa                   | 壬生川         | 2.3        | 126.8        |                                                        | ◇  | Saijō       |           |
| Y37                 | Iyo-Miyoshi               | 伊予三芳       | 3.4        | 130.2        |                                                        | ◇  | Saijō       |           |
| Y38                 | Iyo-Sakurai               | 伊予桜井       | 7.6        | 137.8        |                                                        | ◇  | Imabari     |           |
| Y39                 | Iyo-Tomita                | 伊予富田       | 3.8        | 141.6        |                                                        | ◇  | Imabari     |           |
| Y40                 | Imabari                   | 今治           | 3.3        | 144.9        |                                                        | ◇  | Imabari     |           |
| Y41                 | Hashihama                 | 波止浜         | 4.7        | 149.6        |                                                        | ◇  | Imabari     |           |
| Y42                 | Namikata                  | 波方           | 2.7        | 152.3        |                                                        | ◇  | Imabari     |           |
| Y43                 | Ōnishi                    | 大西           | 4.1        | 156.4        |                                                        | ◇  | Imabari     |           |
| Y44                 | Iyo-Kameoka               | 伊予亀岡       | 5.5        | 161.9        |                                                        | ◇  | Imabari     |           |
| Y45                 | Kikuma                    | 菊間           | 4.0        | 165.9        |                                                        | ◇  | Imabari     |           |
| Y46                 | Asanami                   | 浅海           | 4.7        | 170.6        |                                                        | ◇  | Matsuyama   |           |
| Y47                 | Ōura                      | 大浦           | 3.2        | 173.8        |                                                        | ◇  | Matsuyama   |           |
| Y48                 | Iyo-Hōjō                  | 伊予北条       | 3.1        | 176.9        |                                                        | ◇  | Matsuyama   |           |
| Y49                 | Yanagihara                | 柳原           | 2.2        | 179.1        |                                                        | ｜ | Matsuyama   |           |
| Y50                 | Awai                      | 粟井           | 1.2        | 180.3        |                                                        | ◇  | Matsuyama   |           |
| Y51                 | Kōyōdai                   | 光洋台         | 2.0        | 182.3        |                                                        | ｜ | Matsuyama   |           |
| Y52                 | Horie                     | 堀江           | 2.6        | 184.9        |                                                        | ◇  | Matsuyama   |           |
| Y53                 | Iyo-Wake                  | 伊予和気       | 2.1        | 187.0        |                                                        | ◇  | Matsuyama   |           |
| Y54                 | Mitsuhama                 | 三津浜         | 3.7        | 190.7        |                                                        | ◇  | Matsuyama   |           |
| Y55 U00             | Matsuyama                 | 松山           | 3.7        | 194.4        | Linea Iyotetsu Ōtemachi (Stazione di Matsuyama-Ekimae) | ◇  | Matsuyama   |           |
| U01                 | Ichitsubo                 | 市坪           | 3.5        | 197.9        |                                                        | ◇  | Matsuyama   |           |
| U02                 | Kita-Iyo                  | 北伊予         | 2.4        | 200.3        |                                                        | ◇  | Masaki, Iyo |           |
| U03                 | Iyo-Yokota                | 伊予横田       | 2.7        | 203.0        |                                                        | ｜ | Masaki, Iyo |           |
| U04                 | Torinoki                  | 鳥ノ木         | 1.8        | 204.8        |                                                        | ｜ | Iyo         |           |
| U05                 | Iyoshi                    | 伊予市         | 1.2        | 206.0        | ■ Linea Iyotetsu Gunchū (Stazione di Gunchūkō)         | ◇  | Iyo         |           |
|                     |                           |                |            |              |                                                        |    |             |           |
| U06 S06             | Mukaibara                 | 向井原         | 2.5        | 208.5        | ■Linea Yosan (per Uchiko)                              | ｜ | Iyo         |           |
| S07                 | Kōnokawa                  | 高野川         | 5.4        | 213.9        |                                                        | ｜ | Iyo         |           |
| S08                 | Iyo-Kaminada              | 伊予上灘       | 3.2        | 217.1        |                                                        | ◇  | Iyo         |           |
| S09                 | Shimonada                 | 下灘           | 5.3        | 222.4        |                                                        | ｜ | Iyo         |           |
| S10                 | Kushi                     | 串             | 2.6        | 225.0        |                                                        | ｜ | Iyo         |           |
| S11                 | Kitanada                  | 喜多灘         | 3.2        | 228.2        |                                                        | ｜ | Ōzu         |           |
| S12                 | Iyo-Nagahama              | 伊予長浜       | 4.9        | 233.1        |                                                        | ◇  | Ōzu         |           |
| S13                 | Iyo-Izushi                | 伊予出石       | 2.8        | 235.9        |                                                        | ｜ | Ōzu         |           |
| S14                 | Iyo-Shirataki             | 伊予白滝       | 3.4        | 239.3        |                                                        | ◇  | Ōzu         |           |
| S15                 | Hataki                    | 八多喜         | 2.4        | 241.7        |                                                        | ｜ | Ōzu         |           |
| S16                 | Haruka                    | 春賀           | 1.7        | 243.4        |                                                        | ｜ | Ōzu         |           |
| S17                 | Gorō                      | 五郎           | 2.3        | 245.7        |                                                        | ｜ | Ōzu         |           |
|                     | Giunzione di Iyo-Wakamiya | 伊予若宮信号場 | -          | (247.1)      | Giunzione ufficiale della variante di Uchiko           | ◇  | Ōzu         |           |
| S18 U14             | Iyo-Ōzu                   | 伊予大洲       | 3.8        | 249.5        | ■ Linea Yosan (per Niiya)                              | ◇  | Ōzu         |           |
|                     |                           |                |            |              |                                                        |    |             |           |
| U15                 | Nishi-Ōzu                 | 西大洲         | 2.1        | 251.6        |                                                        | ｜ | Ōzu         |           |
| U16                 | Iyo-Hirano                | 伊予平野       | 1.9        | 253.5        |                                                        | ◇  | Ōzu         |           |
| U17                 | Senjō                     | 千丈           | 7.1        | 260.6        |                                                        | ◇  | Yawatahama  |           |
| U18                 | Yawatahama                | 八幡浜         | 2.2        | 262.8        |                                                        | ◇  | Yawatahama  |           |
| U19                 | Futaiwa                   | 双岩           | 4.7        | 267.5        |                                                        | ◇  | Yawatahama  |           |
| U20                 | Iyo-Iwaki                 | 伊予石城       | 4.9        | 272.4        |                                                        | ◇  | Seiyo       |           |
| U21                 | Kami-Uwa                  | 上宇和         | 3.0        | 275.4        |                                                        | ｜ | Seiyo       |           |
| U22                 | Unomachi                  | 卯之町         | 2.0        | 277.4        |                                                        | ◇  | Seiyo       |           |
| U23                 | Shimo-Uwa                 | 下宇和         | 2.6        | 280.0        |                                                        | ◇  | Seiyo       |           |
| U24                 | Tachima                   | 立間           | 6.6        | 286.6        |                                                        | ◇  | Uwajima     |           |
| U25                 | Iyo-Yoshida               | 伊予吉田       | 2.7        | 289.3        |                                                        | ◇  | Uwajima     |           |
| U26                 | Takamitsu                 | 高光           | 4.6        | 293.9        |                                                        | ｜ | Uwajima     |           |
| U27                 | Kita-Uwajima              | 北宇和島       | 2.2        | 296.1        | ■ Linea Yodo (G46)                                     | ◇  | Uwajima     |           |
| U28                 | Uwajima                   | 宇和島         | 1.5        | 297.6        | ■ Linea Yodo (G47)                                     | ∧  | Uwajima     |           |

### Mukaibara – Uchiko – Iyo-Ōzu
- La lista include le stazioni della variante di Uchiko fra Uchiko e Niiya.
- Tutte le stazioni si trovano nella prefettura di Ehime.

| Linea        | Num.                   | Stazione       | Giapponese | Distanza   | Distanza         | Distanza                                                                               | Collegamenti                                                                                            |    | Posizione    |
| Linea        | Num.                   | Stazione       | Giapponese | Interstaz. | Totale           | Totale                                                                                 | Collegamenti                                                                                            |    | Posizione    |
| ------------ | ---------------------- | -------------- | ---------- | ---------- | ---------------- | -------------------------------------------------------------------------------------- | --- | -- | ------------ |
| Linea Yosan  | U06                    | Mukaibara      | 向井原     | -          | Da Mukaibara 0.0 | Da Takamatsu 208.5                                                                     | ■ Linea Yosan (per Matsuyama (U06) e Iyo-Nagahama (S06)) Tutti i treni passano per Iyoshi e/o Matsuyama | ｜ | Iyo          |
| Linea Yosan  | U07                    | Iyo-Ōhira      | 伊予大平   | 2.8        | 2.8              | 211.3                                                                                  | | ｜ | Iyo          |
| Linea Yosan  | U08                    | Iyo-Nakayama   | 伊予中山   | 7.4        | 10.2             | 218.7                                                                                  | | ◇  | Iyo          |
| Linea Yosan  | U09                    | Iyo-Tachikawa  | 伊予立川   | 6.7        | 16.9             | 225.4                                                                                  | | ◇  | Uchiko, Kita |
| Linea Yosan  | U10                    | Uchiko         | 内子       | 6.6        | 23.5             | 232.0                                                                                  | | ◇  | Uchiko, Kita |
| Linea Uchiko | U10                    | Uchiko         | 内子       | 6.6        | Da Niiya 5.3     | 232.0                                                                                  | | ◇  | Uchiko, Kita |
| Linea Uchiko | U11                    | Ikazaki        | 五十崎     | 1.6        | 3.7              | 233.6                                                                                  | | ｜ | Uchiko, Kita |
| Linea Uchiko | U12                    | Kitayama       | 喜多山     | 2.5        | 1.2              | 236.1                                                                                  | | ｜ | Ōzu          |
| Linea Uchiko | U13                    | Niiya          | 新谷       | 1.2        | 0.0              | 237.3                                                                                  | | ◇  | Ōzu          |
| Linea Yosan  | U13                    | Niiya          | 新谷       | 1.2        | 0.0              | 237.3                                                                                  | | ◇  | Ōzu          |
|              | Giunzione Iyo-Wakamiya | 伊予若宮信号場 | -          | (3.5)      | (240.8)          | Giunzione ufficiale della diramazione Iyo-Nagahama                                     | ◇ |    | Ōzu          |
| U14          | Iyo-Ōzu                | 伊予大洲       | 5.9        | 5.9        | 243.2            | ■ Linea Yosan (per Uwajima (U14), Iyo-Nagahama (S18)) Alcuni treni diretti per Uwajima | ◇ |    | Ōzu          |